# طارق أبو جودة
طارق أبو جودة (9 فبراير -)، ملحن لبناني وهو مدير أعمال نجوى كرم. قدم المغنية يارا للجمهور ولحن لها عدة أغنيات.

## النشأة والمسيرة
هو ابن شقيقة نجوى كرم وهو الآن مدير أعمال الفنانة اللبنانية يارا.

## أعماله
لديه الكثير من الأعمال الفنية، لحن كثير من الأغاني للفنانة يارا، ومن أشهر أعماله لحن لنانسي عجرم أغنية أنت إيه.
- حب كبير، يارا، 2005
- توصى فيي، يارا، 2005
- تقيلة شوي، سامر كابرو، 2005